# Isabela Garcia
Isabela Garcia Costa (n. Rio de Janeiro, 11 iunie 1967) este o consacrată actriță braziliană. În tinerețe, ea a fost numită "Shirley Temple" brazilian.
A avut premiera la TV Globo la vârsta de patru ani în "Medéia", episod al programului de Caso Especial. În ianuarie 2018, actrița și-a anunțat plecarea de la TV Globo, după 46 de ani de pe stație.

## Viața personală
Isabela este fiica lui Dirce Prieto și a radiatorului Gilberto Garcia, decedat în 1996. Are trei frați: Gilberto, Ricardo și Rosana Garcia, actriță, interpret al celebrului Narizinho al lui Sítio do Picapau Amarelo.
Ea este mama a patru copii: João Pedro Bonfá (fiul fostului baterist al Legião Urbana, Marcelo Bonfá), Gabriella Garcia Wanderley (fiica fotografului André Wanderley) și gemenii Francisco și Bernardo Thiré. (copii ai actorului Carlos Arthur Thiré).
Isabela are o nepoată, Luísa, născută în 2011.

## Filmografie (selecție)

### Televiziune
- O Semideus (1973)
- Vejo a Lua no Céu (1976)
- Nina (1977)
- Sítio do Picapau Amarelo (1978)
- Pai Herói (1979)
- Água Viva (1980)
- O Amor É Nosso (1981)
- Corpo a Corpo (1984)
- De Quina pra Lua (1985)
- Anos Dourados (1986)
- Roda de Fogo (1986)
- Copilul la bord (1988)
- O Sexo dos Anjos (1989)
- Lua Cheia de Amor (1990)
- Perigosas Peruas (1992)
- Sonho Meu (1993)
- Irmãos Coragem (1995)
- A Vida como Ela É... (1996)
- O Amor Está no Ar (1997)
- Labirinto (1998)
- Andando nas Nuvens (1999)
- Estrela-Guia (2001)
- Celebritate (2003)
- JK (2006)
- Belíssima (2006)
- Paraíso Tropical (2007)
- Cama de Gato (2009)
- As Cariocas (2010)
- Insensato Coração (2011)
- Lado a Lado (2012)
- Malhação Casa Cheia (2013)[7]
- Êta Mundo Bom! (2016)
- O Sétimo Guardião (2018)